# کامبرتول
کامبرتول (به انگلیسی: Combretol) با فرمول شیمیایی C20H20O8 یک ترکیب شیمیایی است. که جرم مولی آن ۳۸۸٫۳۶ گرم بر مول می‌باشد. 